# コンチタ・マルティネス
インマクラーダ・コンセプション・"コンチタ"・マルティネス・ベルナット（Inmaculada Concepción "Conchita" Martínez Bernat, 1972年4月16日 - ）は、スペイン・ウエスカ県モンソン出身の女子プロテニス選手。1994年のウィンブルドン女子シングルス優勝者である。1歳年上のアランチャ・サンチェス・ビカリオとともに、長年にわたりスペインの女子テニス界をリードしてきた2強豪であった。自己最高ランキングはシングルス2位、ダブルス7位。WTAツアーでシングルス33勝、ダブルス13勝を挙げた。身長170cm、体重59kg、右利き。コンチタは、コンセプションの愛称形のコンチャに縮小辞が付いたものである。「マルチネス」の表記揺れも多い。

## 来歴
1988年2月にプロ入りし、すぐに世界的な活躍を始める。1989年の全仏オープンに17歳5ヶ月で初優勝したサンチェスに刺激されて、マルティネスもめきめきと頭角を現した。赤土の多いスペインで育った選手らしく、マルティネスも長い間“クレーコート巧者”の印象が強かったが、1994年に芝生のウィンブルドン選手権で初の4大大会決勝進出を果たす。その決勝戦で、マルティネスは同選手権で10勝目を狙ったマルチナ・ナブラチロワを 6-4, 3-6, 6-3 のフルセットで破り、スペインの女子テニス選手として最初のウィンブルドン優勝者になった。当時37歳のナブラチロワはこの大会を「最後のウィンブルドン出場」にすると明言していたが、ここで“有終の美”を飾ることはできなかった。
1995年にマルティネスは世界ランキングを自己最高の2位に上げ、すべての4大大会で準決勝に勝ち残った。通算対戦成績でシュテフィ・グラフに1勝13敗、モニカ・セレシュに1勝20敗と分が悪く準決勝で敗退することが多かった。
1998年の全豪オープンで4年ぶり2度目の4大大会決勝進出を果たしたが、当時17歳の最年少女王マルチナ・ヒンギスに 3-6, 3-6 で敗れる。2000年の全仏オープンで3度目の4大大会決勝に進出した時は、地元フランスのマリー・ピエルスに 2-6, 5-7 で敗れた。マルティネスは2度、4大大会2冠のチャンスを逃したことになる。
サンチェスとマルティネスのコンビは、女子国別対抗戦・フェドカップにて無敵の強さを発揮した。1991年、1993年-1995年の3連覇、1998年の5度優勝を飾っている。3連覇を達成した時期は、2人の選手生活の全盛期でもあった。最後の1998年には決勝でスイスのジュネーヴに行き、敵地でマルチナ・ヒンギスとパティ・シュナイダーのコンビを破って優勝した。
ライバルのサンチェスが2002年に31歳で現役を引退した後、マルティネスは2004年のアテネ五輪女子ダブルスで、ビルヒニア・ルアノ・パスクアルとのペアで銀メダルを獲得した。女子ダブルス決勝では、中国ペアの李婷&孫甜甜組に 3-6, 3-6 のストレートで敗れている。2005年度もシングルス1勝とダブルス2勝があったが、2006年4月15日、34歳の誕生日の前日に現役引退を表明した。同性愛者であることが報道されている。
マルティネスは2020年に国際テニス殿堂入りを果たした。

## WTAツアー決勝進出結果

### シングルス: 55回 (33勝22敗)
| 大会グレード         |
| -------------------- |
| グランドスラム (1–2) |
| ツアー選手権 (0–0)   |
| ティア I (9–4)       |
| ティア II (7–10)     |
| ティア III (5–4)     |
| ティア IV & V (11–2) |

| 結果   | No. | 決勝日         | 大会                     | サーフェス        | 対戦相手                           | スコア            |
| ------ | --- | -------------- | ------------------------ | ----------------- | ---------------------------------- | ----------------- |
| 優勝   | 1.  | 1988年8月8日   | ソフィア                 | ハード (室内)     | バルバラ・パウルス                 | 6–1, 6–2          |
| 優勝   | 2.  | 1989年2月6日   | ウェリントン             | ハード            | ジョー＝アン・ファウル             | 6–1, 6–2          |
| 優勝   | 3.  | 1989年4月17日  | タンパ                   | クレー            | ガブリエラ・サバティーニ           | 6–3, 6–2          |
| 準優勝 | 1.  | 1989年5月28日  | ジュネーヴ               | クレー            | マニュエラ・マレーバ＝フラニエール | 4–6, 0–6          |
| 優勝   | 4.  | 1989年9月11日  | フェニックス             | ハード            | エリス・バージン                   | 3–6, 6–4, 6–2     |
| 準優勝 | 2.  | 1989年10月22日 | バイヨンヌ               | ハード (室内)     | カテリナ・マレーバ                 | 2–6, 2–6          |
| 優勝   | 5.  | 1990年9月17日  | パリ                     | クレー            | パトリシア・タラビーニ             | 7–5, 6–3          |
| 優勝   | 6.  | 1990年10月15日 | フェニックス             | ハード            | マリアン・ワーデル                 | 7–5, 6–1          |
| 優勝   | 7.  | 1990年11月5日  | インディアナポリス       | ハード (室内)     | レイラ・メスヒ                     | 6–4, 6–2          |
| 優勝   | 8.  | 1991年4月22日  | バルセロナ               | クレー            | マニュエラ・マレーバ＝フラニエール | 6–4, 6–1          |
| 優勝   | 9.  | 1991年7月15日  | キッツビュール           | クレー            | ジュディス・ヴィースナー           | 6–1, 2–6, 6–3     |
| 優勝   | 10. | 1991年9月16日  | パリ                     | クレー            | イネス・ゴロチャテギ               | 6–0, 6–3          |
| 準優勝 | 3.  | 1992年3月1日   | インディアンウェルズ     | ハード            | モニカ・セレシュ                   | 3–6, 1–6          |
| 準優勝 | 4.  | 1992年3月8日   | ボカラトン               | ハード            | シュテフィ・グラフ                 | 6–3, 2–6, 0–6     |
| 準優勝 | 5.  | 1992年3月30日  | ヒルトン・ヘッド         | クレー            | ガブリエラ・サバティーニ           | 1–6, 4–6          |
| 優勝   | 11. | 1992年7月6日   | キッツビュール           | クレー            | マニュエラ・マレーバ＝フラニエール | 6–0, 3–6, 6–2     |
| 準優勝 | 6.  | 1992年8月24日  | サンディエゴ             | ハード            | ジェニファー・カプリアティ         | 3–6, 2–6          |
| 優勝   | 12. | 1993年1月10日  | ブリスベン               | ハード            | マグダレナ・マレーバ               | 6–3, 6–4          |
| 準優勝 | 7.  | 1993年2月28日  | リンツ                   | カーペット (室内) | マニュエラ・マレーバ＝フラニエール | 2–6, 0–1 途中棄権 |
| 優勝   | 13. | 1993年3月22日  | ヒューストン             | クレー            | ザビーネ・ハック                   | 6–3, 6–2          |
| 準優勝 | 8.  | 1993年4月19日  | バルセロナ               | クレー            | アランチャ・サンチェス・ビカリオ   | 1–6, 4–6          |
| 優勝   | 14. | 1993年5月3日   | ローマ                   | クレー            | ガブリエラ・サバティーニ           | 7–5, 6–1          |
| 優勝   | 15. | 1993年7月26日  | ストラットン・マウンテン | ハード            | ジーナ・ガリソン                   | 6–3, 6–2          |
| 準優勝 | 9.  | 1993年10月31日 | エッセン                 | カーペット (室内) | ナタリア・メドベデワ               | 7–6(4), 5–7, 4–6  |
| 優勝   | 16. | 1993年11月8日  | フィラデルフィア         | カーペット (室内) | シュテフィ・グラフ                 | 6–3, 6–3          |
| 優勝   | 17. | 1994年3月28日  | ヒルトン・ヘッド         | クレー            | ナターシャ・ズベレワ               | 6–4, 6–0          |
| 優勝   | 18. | 1994年5月2日   | ローマ                   | クレー            | マルチナ・ナブラチロワ             | 7–6(4), 6–4       |
| 優勝   | 19. | 1994年7月2日   | ウィンブルドン           | 芝                | マルチナ・ナブラチロワ             | 6–4, 3–6, 6–3     |
| 優勝   | 20. | 1994年7月31日  | ストラットン・マウンテン | ハード            | アランチャ・サンチェス・ビカリオ   | 4–6, 6–3, 6–4     |
| 準優勝 | 10. | 1995年3月12日  | デルレイビーチ           | ハード            | シュテフィ・グラフ                 | 2–6, 4–6          |
| 優勝   | 21. | 1995年4月5日   | ヒルトン・ヘッド         | クレー            | マグダレナ・マレーバ               | 6–1, 6–1          |
| 優勝   | 22. | 1995年4月3日   | アメリアアイランド       | クレー            | ガブリエラ・サバティーニ           | 6–1, 6–4          |
| 優勝   | 23. | 1995年5月1日   | ハンブルク               | クレー            | マルチナ・ヒンギス                 | 6–1, 6–0          |
| 優勝   | 24. | 1995年5月8日   | ローマ                   | クレー            | アランチャ・サンチェス・ビカリオ   | 6–3, 6–1          |
| 優勝   | 25. | 1995年8月6日   | サンディエゴ             | ハード            | リサ・レイモンド                   | 6–2, 6–0          |
| 優勝   | 26. | 1995年8月13日  | ロサンゼルス             | ハード            | チャンダ・ルビン                   | 4–6, 6–1, 6–3     |
| 準優勝 | 11. | 1996年3月16日  | インディアンウェルズ     | ハード            | シュテフィ・グラフ                 | 6–7(5), 6–7(5)    |
| 準優勝 | 12. | 1996年4月29日  | ハンブルク               | クレー            | アランチャ・サンチェス・ビカリオ   | 6–4, 6–7(4), 0–6  |
| 優勝   | 27. | 1996年5月6日   | ローマ                   | クレー            | マルチナ・ヒンギス                 | 6–2, 6–3          |
| 優勝   | 28. | 1996年10月28日 | モスクワ                 | カーペット (室内) | バルバラ・パウルス                 | 6–1, 4–6, 6–4     |
| 準優勝 | 13. | 1997年5月11日  | ローマ                   | クレー            | マリー・ピエルス                   | 4–6, 0–6          |
| 準優勝 | 14. | 1997年7月27日  | スタンフォード           | ハード            | マルチナ・ヒンギス                 | 0–6, 2–6          |
| 準優勝 | 15. | 1998年1月31日  | 全豪オープン             | ハード            | マルチナ・ヒンギス                 | 3–6, 3–6          |
| 準優勝 | 16. | 1998年4月12日  | アメリアアイランド       | クレー            | マリー・ピエルス                   | 7–6(8), 0–6, 2–6  |
| 優勝   | 29. | 1998年5月11日  | ベルリン                 | クレー            | アメリ・モレスモ                   | 6–4, 6–4          |
| 優勝   | 30. | 1998年7月19日  | ワルシャワ               | クレー            | シルビア・ファリナ・エリア         | 6–0, 6–3          |
| 優勝   | 31. | 1999年7月12日  | ソポト                   | クレー            | カリナ・ハブスドバ                 | 6–1, 6–1          |
| 準優勝 | 17. | 2000年1月3日   | ゴールドコースト         | ハード            | シルビア・タラヤ                   | 0–6, 6–0, 4–6     |
| 準優勝 | 18. | 2000年4月16日  | アメリアアイランド       | クレー            | モニカ・セレシュ                   | 3–6, 2–6          |
| 優勝   | 32. | 2000年5月8日   | ベルリン                 | クレー            | アマンダ・クッツァー               | 6–0, 6–3          |
| 準優勝 | 19. | 2000年6月10日  | 全仏オープン             | クレー            | マリー・ピエルス                   | 2–6, 5–7          |
| 準優勝 | 20. | 2002年9月29日  | バリ                     | ハード            | スベトラーナ・クズネツォワ         | 6–3, 6–7(5), 5–7  |
| 準優勝 | 21. | 2003年6月21日  | イーストボーン           | 芝                | チャンダ・ルビン                   | 4–6, 6–3, 4–6     |
| 準優勝 | 22. | 2004年4月12日  | チャールストン           | クレー            | ビーナス・ウィリアムズ             | 6–2, 2–6, 1–6     |
| 優勝   | 33. | 2005年2月6日   | パタヤ                   | ハード            | アンナ＝レナ・グローネフェルト     | 6–3, 3–6, 6–3     |

### ダブルス: 41回 (13勝28敗)
| 結果   | No. | 決勝日         | 大会                     | サーフェス        | パートナー                       | 対戦相手                                                | スコア           |
| ------ | --- | -------------- | ------------------------ | ----------------- | -------------------------------- | ------------------------------------------------------- | ---------------- |
| 優勝   | 1.  | 1988年8月8日   | ソフィア                 | ハード (室内)     | バルバラ・パウルス               | サブリナ・ゴレシュ カテリナ・マレーバ                   | 1–6, 6–1, 6–4    |
| 準優勝 | 1.  | 1989年7月17日  | エストリル               | クレー            | ガブリエラ・カストロ             | イバ・ブダロバ レジナ・ラジチェコバ                     | 2–6, 4–6         |
| 準優勝 | 2.  | 1992年3月8日   | ボカラトン               | ハード            | リンダ・ワイルド                 | ラリサ・ネーランド ナターシャ・ズベレワ                 | 2–6, 2–6         |
| 優勝   | 2.  | 1992年4月20日  | バルセロナ               | クレー            | アランチャ・サンチェス・ビカリオ | ナタリー・トージア ジュディス・ヴィースナー             | 6–4, 6–1         |
| 準優勝 | 3.  | 1992年6月6日   | 全仏オープン             | クレー            | アランチャ・サンチェス・ビカリオ | ジジ・フェルナンデス ナターシャ・ズベレワ               | 3–6, 2–6         |
| 準優勝 | 4.  | 1992年7月28日  | バルセロナ五輪           | クレー            | アランチャ・サンチェス・ビカリオ | ジジ・フェルナンデス メアリー・ジョー・フェルナンデス   | 5–7, 6–2, 2–6    |
| 準優勝 | 5.  | 1992年8月24日  | サンディエゴ             | ハード            | メルセデス・パス                 | ヤナ・ノボトナ ラリサ・ネーランド                       | 1–6, 4–6         |
| 準優勝 | 6.  | 1992年10月19日 | ブライトン               | カーペット (室内) | ラドカ・ズルバコバ               | ラリサ・ネーランド ヤナ・ノボトナ                       | 4–6, 1–6         |
| 準優勝 | 7.  | 1992年11月15日 | フィラデルフィア         | カーペット (室内) | マリー・ピエルス                 | ジジ・フェルナンデス ナターシャ・ズベレワ               | 1–6, 3–6         |
| 優勝   | 3.  | 1993年1月4日   | ブリスベン               | ハード            | ラリサ・ネーランド               | キンバリー・ポー シャナン・マッカーシー                 | 6–2, 6–2         |
| 準優勝 | 8.  | 1993年2月22日  | リンツ                   | カーペット (室内) | ジュディス・ヴィースナー         | エウゲニア・マニオコワ レイラ・メスヒ                   | 不戦敗           |
| 優勝   | 4.  | 1993年4月25日  | バルセロナ               | クレー            | アランチャ・サンチェス・ビカリオ | マグダレナ・マレーバ マニュエラ・マレーバ＝フラニエール | 4–6, 6–1, 6–0    |
| 準優勝 | 9.  | 1993年11月14日 | フィラデルフィア         | カーペット (室内) | ラリサ・ネーランド               | マノン・ボーラグラフ カトリナ・アダムズ                 | 6–2, 4–6, 7–6(7) |
| 準優勝 | 10. | 1994年7月25日  | ストラットン・マウンテン | ハード            | アランチャ・サンチェス・ビカリオ | パム・シュライバー エリザベス・スマイリー               | 6–7(4), 6–2, 5–7 |
| 準優勝 | 11. | 1995年5月7日   | ハンブルク               | クレー            | パトリシア・タラビーニ           | ジジ・フェルナンデス マルチナ・ヒンギス                 | 2–6, 3–6         |
| 準優勝 | 12. | 1995年5月14日  | ローマ                   | クレー            | パトリシア・タラビーニ           | ジジ・フェルナンデス ナターシャ・ズベレワ               | 6–3, 6–7(3), 4–6 |
| 優勝   | 5.  | 1996年8月19日  | サンディエゴ             | ハード            | ジジ・フェルナンデス             | アランチャ・サンチェス・ビカリオ ラリサ・ネーランド     | 4–6, 6–3, 6–4    |
| 準優勝 | 13. | 1997年5月11日  | ローマ                   | クレー            | パトリシア・タラビーニ           | ニコル・アレント マノン・ボーラグラフ                   | 2–6, 4–6         |
| 準優勝 | 14. | 1997年7月27日  | スタンフォード           | ハード            | パトリシア・タラビーニ           | リンゼイ・ダベンポート マルチナ・ヒンギス               | 1–6, 3–6         |
| 優勝   | 6.  | 1998年4月5日   | ヒルトン・ヘッド         | クレー            | パトリシア・タラビーニ           | リサ・レイモンド レネ・スタブス                         | 3–6, 6–4, 6–4    |
| 優勝   | 7.  | 1999年4月5日   | アメリアアイランド       | クレー            | パトリシア・タラビーニ           | リサ・レイモンド レネ・スタブス                         | 7–5, 0–6, 6–4    |
| 優勝   | 8.  | 1999年9月26日  | 東京                     | ハード            | パトリシア・タラビーニ           | アマンダ・クッツァー エレナ・ドキッチ                   | 6–7(5), 6–4, 6–2 |
| 準優勝 | 15. | 2000年4月23日  | ヒルトン・ヘッド         | クレー            | パトリシア・タラビーニ           | ビルヒニア・ルアノ・パスクアル パオラ・スアレス         | 5–7, 3–6         |
| 優勝   | 9.  | 2000年5月14日  | ベルリン                 | クレー            | アランチャ・サンチェス・ビカリオ | コリーナ・モラリュー アマンダ・クッツァー               | 3–6, 6–2, 7–6(7) |
| 優勝   | 10. | 2001年4月15日  | アメリアアイランド       | クレー            | パトリシア・タラビーニ           | マルチナ・ナブラチロワ アランチャ・サンチェス・ビカリオ | 6–4, 6–2         |
| 準優勝 | 16. | 2001年6月10日  | 全仏オープン             | クレー            | エレナ・ドキッチ                 | ビルヒニア・ルアノ・パスクアル パオラ・スアレス         | 2–6, 1–6         |
| 準優勝 | 17. | 2002年4月7日   | サラソタ                 | クレー            | エルス・カレンズ                 | エレナ・ドキッチ エレーナ・リホフツェワ                 | 7–6(5), 3–6, 3–6 |
| 準優勝 | 18. | 2002年5月19日  | ローマ                   | クレー            | パトリシア・タラビーニ           | ビルヒニア・ルアノ・パスクアル パオラ・スアレス         | 3–6, 4–6         |
| 準優勝 | 19. | 2002年7月28日  | スタンフォード           | ハード            | ヤネッテ・フサロバ               | リサ・レイモンド レネ・スタブス                         | 1–6, 1–6         |
| 準優勝 | 20. | 2003年1月12日  | シドニー                 | ハード            | レネ・スタブス                   | キム・クライシュテルス 杉山愛                           | 3–6, 3–6         |
| 準優勝 | 21. | 2003年4月13日  | チャールストン           | クレー            | ヤネッテ・フサロバ               | ビルヒニア・ルアノ・パスクアル パオラ・スアレス         | 0–6, 3–6         |
| 優勝   | 11. | 2004年2月28日  | ドバイ                   | ハード            | ヤネッテ・フサロバ               | スベトラーナ・クズネツォワ エレーナ・リホフツェワ       | 6–0, 1–6, 6–3    |
| 準優勝 | 22. | 2004年3月5日   | ドーハ                   | ハード            | ヤネッテ・フサロバ               | スベトラーナ・クズネツォワ エレーナ・リホフツェワ       | 6–7(4), 2–6      |
| 準優勝 | 23. | 2004年5月3日   | ベルリン                 | クレー            | ヤネッテ・フサロバ               | ナディア・ペトロワ メガン・ショーネシー                 | 2–6, 6–2, 1–6    |
| 準優勝 | 24. | 2004年7月19日  | ロサンゼルス             | ハード            | ビルヒニア・ルアノ・パスクアル   | ナディア・ペトロワ メガン・ショーネシー                 | 7–6(2), 4–6, 3–6 |
| 準優勝 | 25. | 2004年8月22日  | アテネ五輪               | ハード            | ビルヒニア・ルアノ・パスクアル   | 孫甜甜 李婷                                             | 3–6, 3–6         |
| 優勝   | 12. | 2005年4月17日  | チャールストン           | クレー            | ビルヒニア・ルアノ・パスクアル   | イベタ・ベネソバ クベタ・ペシュケ                       | 6–1, 6–4         |
| 優勝   | 13. | 2005年8月7日   | サンディアゴ             | ハード            | ビルヒニア・ルアノ・パスクアル   | ダニエラ・ハンチュコバ 杉山愛                           | 6–7(7), 6–1, 7–5 |
| 準優勝 | 26. | 2005年8月21日  | トロント                 | ハード            | ビルヒニア・ルアノ・パスクアル   | アンナ＝レナ・グローネフェルト マルチナ・ナブラチロワ   | 7–5, 3–6, 4–6    |
| 準優勝 | 27. | 2005年10月9日  | バンコク                 | ハード            | ビルヒニア・ルアノ・パスクアル   | 浅越しのぶ ヒセラ・ドゥルコ                             | 1–6, 5–7         |
| 準優勝 | 28. | 2005年10月30日 | リンツ                   | ハード (室内)     | ビルヒニア・ルアノ・パスクアル   | ヒセラ・ドゥルコ クベタ・ペシュケ                       | 2–6, 3–6         |

## 4大大会シングルス成績
略語の説明
| W | F | SF | QF | #R | RR | Q# | LQ | A | Z# | PO | G | S | B | NMS | P | NH |

W=優勝, F=準優勝, SF=ベスト4, QF=ベスト8, #R=#回戦敗退, RR=ラウンドロビン敗退, Q#=予選#回戦敗退, LQ=予選敗退, A=大会不参加, Z#=デビスカップ/BJKカップ地域ゾーン, PO=デビスカップ/BJKカッププレーオフ, G=オリンピック金メダル, S=オリンピック銀メダル, B=オリンピック銅メダル, NMS=マスターズシリーズから降格, P=開催延期, NH=開催なし.
| 大会           | 1988 | 1989 | 1990 | 1991 | 1992 | 1993 | 1994 | 1995 | 1996 | 1997 | 1998 | 1999 | 2000 | 2001 | 2002 | 2003 | 2004 | 2005 | 通算成績 |
| -------------- | ---- | ---- | ---- | ---- | ---- | ---- | ---- | ---- | ---- | ---- | ---- | ---- | ---- | ---- | ---- | ---- | ---- | ---- | -------- |
| 全豪オープン   | A    | 2R   | A    | A    | 4R   | 4R   | QF   | SF   | QF   | 4R   | F    | 3R   | SF   | 2R   | 2R   | 1R   | 1R   | 1R   | 38–15    |
| 全仏オープン   | 4R   | QF   | QF   | QF   | QF   | QF   | SF   | SF   | SF   | 4R   | 4R   | QF   | F    | 3R   | 2R   | QF   | 2R   | 1R   | 62–18    |
| ウィンブルドン | A    | A    | A    | A    | 2R   | SF   | W    | SF   | 4R   | 3R   | 3R   | 3R   | 2R   | QF   | 3R   | 3R   | 1R   | 3R   | 38–13    |
| 全米オープン   | 1R   | 4R   | 3R   | QF   | 1R   | 4R   | 3R   | SF   | SF   | 3R   | 4R   | 4R   | 3R   | A    | 2R   | 2R   | 1R   | 1R   | 36–17    |